# Lettere di una monaca portoghese
Le Lettere di una monaca portoghese (in francese Les lettres portugaises), di autore anonimo, pubblicate per la prima volta dall'editore Claude Barbin a Parigi nel 1669, sono un'opera letteraria nella forma di romanzo epistolare, che molti studiosi ritengono essere stata scritta da Gabriel-Joseph de Lavergne, conte di Guilleragues (1628–1685), piccolo nobile, diplomatico e segretario del Principe di Conti, amico di Madame de Sévigné, del poeta Nicolas Boileau-Despréaux e del drammaturgo Jean Racine.
L'opera consta della raccolta di cinque lettere scritte da Mariane, una religiosa portoghese, al suo amante, un ufficiale francese, ormai distante e indifferente.

## Pubblicazione
Fin dalla loro comparsa, le lettere, scritte in toni appassionati inusuali per l'epoca, con uno stile a tratti sconnesso e pertanto verosimile e "moderno", ottennero subito un enorme successo e furono uno dei casi più controversi della letteratura francese, in parte anche perché ritenute autentiche e quindi per la descrizione di una passione proibita e sacrilega: nello stesso anno 1669 seguirono altre cinque edizioni, e nel corso del XVII secolo ve ne furono più di quaranta. L'edizione stampata a Colonia nel 1669 affermava che destinatario delle lettere era il marchese de Chamilly, versione confermata da Saint-Simon e da Duclos, ma l'identità dell'autrice rimaneva ignota.
L'originale francese venne ben presto tradotto in molte altre lingue, e ad occuparsene furono talvolta letterati di fama, come per la traduzione tedesca, Portugiesische Briefe, curata da Rainer Maria Rilke, e olandese, Minnebrieven van een Portugeesche non, di Arthur van Schendel. Lo stile delle lettere avrebbe influenzato grandemente la letteratura europea, soprattutto del XVIII secolo, ponendosi come precedente per la nuova corrente sentimentale e dei romanzi epistolari, come ad esempio le Lettere persiane di Montesquieu (1721),  le Lettere d'una peruviana di Françoise de Graffigny (1747) e Giulia o la nuova Eloisa di Jean-Jacques Rousseau (1761).
Sempre nel 1669 l'editore Claude Barbin pubblicò un seguito delle Lettere, sempre affermando che fossero state scritte da una "nobildonna portoghese", con l'aggiunta di sette nuove missive. In seguito, diversi imitatori sfruttarono lo stesso tema per le loro opere: per sfruttare il successo dell'originale, numerosi seguiti e risposte alle lettere vennero pubblicati in breve tempo e tradotti e diffusi in tutta Europa.
Lo stile delle Lettere di una monaca portoghese ricalcava quello delle Heroides di Ovidio, una raccolta di quindici lettere immaginarie scritte da famose eroine dell'antichità ai loro amati, e delle celebri Lettres d'Héloise à Abélard, che documentano la passione fra Abelardo ed Eloisa: si tratta di monologhi che disegnano il percorso della passione amorosa, dalla speranza, al dubbio, alla disperazione, fino alla tragica conclusione.

## L'autore

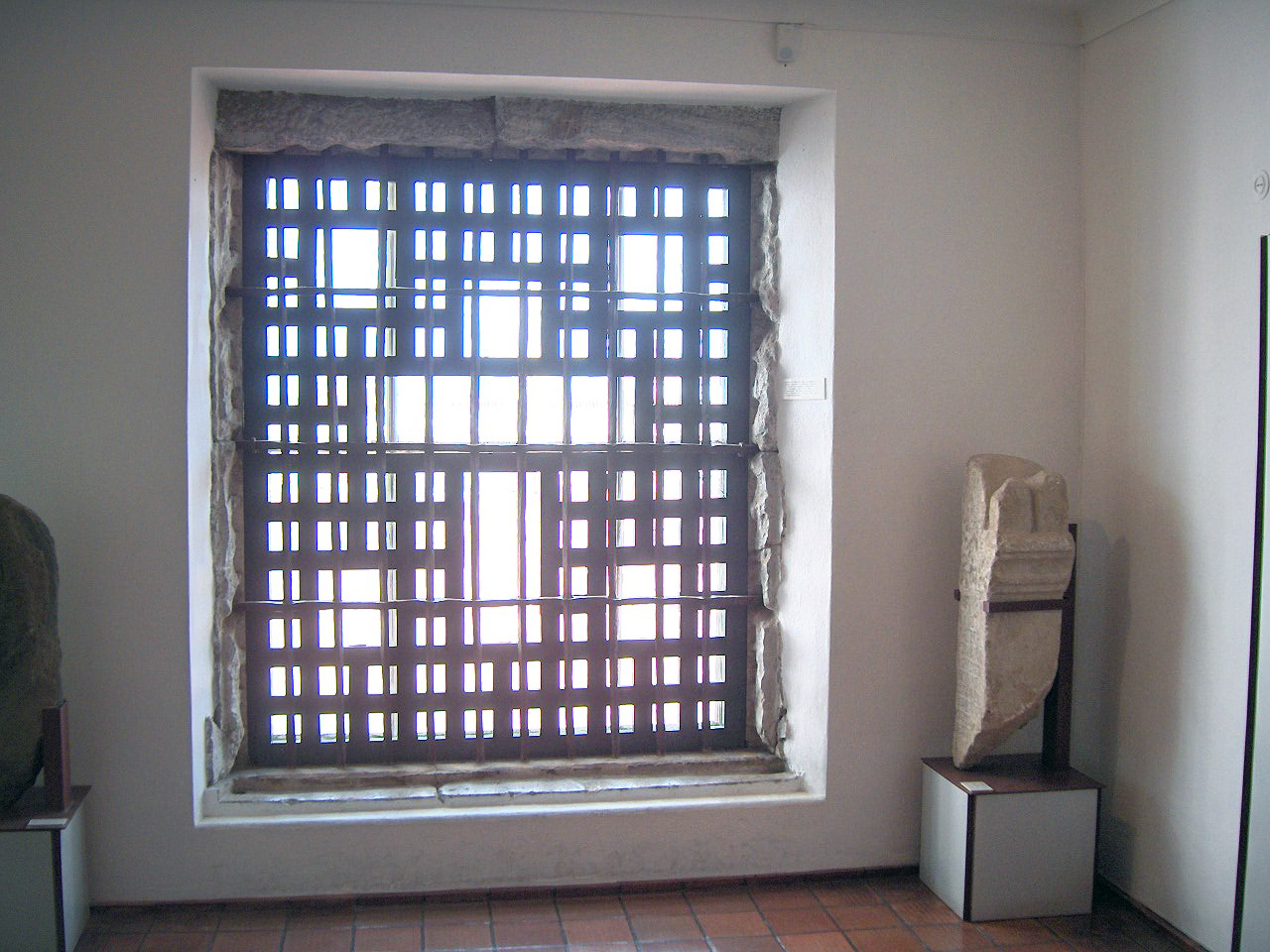
Replica della finestra Mértola
Museu da Reinha D. Leonor; Beja, Portogallo

Fino al XX secolo, le lettere venivano spesso attribuite a una suora francescana del XVII secolo vissuta a Beja, in Portogallo, che nel 1810 venne identificata come Mariana Alcoforado (1640-1723). Come destinatario si faceva il nome del suo amante, Noel Bouton, Marquis de Chamilly (1635-1715), giunto in Portogallo per combattere nella guerra di restaurazione portoghese dal 1663 al 1668. La giovane suora avrebbe visto per la prima volta l'ufficiale dalla finestra della sua cella, l'ormai famosa janela de Mértola ("finestra di Mértola").
La non autenticità delle lettere e l'attribuzione a Gabriel-Joseph de la Vergne, Comte de Guilleragues, vennero ipotizzate per la prima volta da F.C. Green nel 1926, e, in seguito, riproposte nel 1953 da Leo Spitzer, nel 1961 da Jacques Rougeot e nel 1962 da Frédéric Deloffre: l'ipotesi è ormai generalmente accettata. Il saggio del 2006 Letters of a Portuguese Nun: Uncovering the Mystery Behind a 17th Century Forbidden Love, di Myriam Cyr, sostiene invece che Mariana Alcoforado sia realmente esistita e che, essendo una religiosa colta e istruita, avrebbe potuto effettivamente scrivere le lettere; inoltre, che lo stile delle lettere sembra suggerire un originale in portoghese. Nessuno degli argomenti portati a sostegno dalla studiosa, però, si discosta molto da quelli già sostenuti nel XIX secolo nel dibattito sull'autenticità dell'opera, e la maggior parte degli elementi analizzati dalla critica tende ancora a indicare come maggiormente probabile la tesi della paternità di Guilleragues.

## Influenza
- Il romanzo The Love Letters di Madeleine L'Engle del 1966 vede come protagonisti proprio Mariana Alcoforado e il marchese de Chamilly, parallelamente a un'ambientazione contemporanea.
- Alla vicenda raccontata nell'opera si ispirano almeno tre film, Mariana Alcoforado (1965), Die Liebesbriefe einer portugiesischen Nonne di Jesús Franco (1977) e Mariana Alcoforado di Eduardo Geada (1980), e tre drammi teatrali, Cartas, ¨Amando¨di Francesca Fiorini Lara, presentato al 51 edizione del Premio Riccione 2011 e il monologo di Manuel Poppe ¨Noel de Chamilly ¨e ¨Morir per te¨di Francesca Fiorini Lara e Manuel Poppe.
- Le Lettere sono citate anche brevemente nel film La vita segreta delle parole (2005).
- In Italia, è stata pubblicata nel 1997 dalla casa editrice Nuages un'edizione illustrata dal fumettista Milo Manara.